# August Neilreich
August Neilreich (1803 - 1871) fue un jurista, botánico y pteridólogo austríaco. Neilreich fue un jurista profesional del Tribunal Superior de Viena.
Se ocupó principalmente de la flora en la zona de Viena y de Baja Austria.
Estableció abundante correspondencia botánica con Rudolf Uechtritz

## Honores

### Epónimos
- Achillea nobilis L. subsp. neilreichii (A.Kern.) Takht.
- Achillea neilreichii A.Kern. 1871
- Anthemis neilreichii Ortmann 1852
- Asperula neilreichii  Beck 1883
- Dianthus plumarius subsp. neilreichii
- † Jovibarba hirta L. var. neilreichii (Schott, Nyman & Kotschy) R.Konop & O.Bendák 1981
- Rosa neilreichii Wiesb. ex Halácsy & Heinr.Braun 1882
- Veronica anagallis-aquatica subsp. neilreichii (Čelak.) Dostál
- La abreviatura «Neilr.» se emplea para indicar a August Neilreich como autoridad en la descripción y clasificación científica de los vegetales.[1]